# Гетто в Жабинке
Гетто в Жа́бинке (1941 — 21 октября 1942) — еврейское гетто, место принудительного переселения евреев города Жабинка Жабинковского района Брестской области в процессе преследования и уничтожения евреев во время оккупации территории Белоруссии войсками нацистской Германии в период Второй мировой войны.

## Оккупация Жабинки и создание гетто
Перед войной в городе Жабинка евреев было 820 человек — 57,8 % населения. Город был захвачен немецкими войсками 23 июня 1941 года и находился под оккупацией более 3-х лет — до 21 июля 1944 года.
Оккупировав местечко, нацисты в тот же день разрушили танком синагогу. Осуществляя гитлеровский план окончательного решения еврейского вопроса, немцы сразу же начали убивать евреев. Начальником полиции в Жабинке немцами был назначен садист по фамилии Гудыма — бывший офицер Красной армии.
Реализуя нацистскую программу уничтожения евреев, немцы создавали гетто почти во всех городах и населённых пунктах Беларуси, где проживало еврейское население. Так и в Жабинке оккупанты создали гетто, согнав туда 1500 евреев (местных и беженцев из других мест). Территория Жабинковского гетто представляла собой огороженное колючей проволокой место около болота на улице Кобринская (ныне Коммунистическая), на котором находились две старые синагоги и несколько полуразрушенных домов без окон и дверей.

## Уничтожение гетто
Партийный руководитель Белоруссии П. К. Пономаренко в сообщении «О положении в оккупированных областях Белоруссии» от 19 августа 1941 года сообщал советскому руководству: «Еврейское население подвергается беспощадному уничтожению… В Жабинке 16 евреев впрягли в орудие и, погоняя плетьми, заставили тащить орудие по песчаной дороге… Такие факты многочисленны».
Немцы и полицаи убили практически всех узников Жабинковского гетто. 339 евреев были вывезены и уничтожены в Малоритском гетто. 15-16 сентября 1941 года 278 евреев — в деревне Отечизна (сейчас — посёлок Ленинский). 27 сентября 1942 года 380 человек, в том числе и евреи, были расстреляны на кладбище. 21 октября 1942 года последние примерно 100 евреев Жабинки были расстреляны в урочище Мухина Яма на окраине города.
Среди убитых в Жабинке евреев была Малка Шлиомовна Высоцкая (в замужестве Дуксина) — сестра деда по отцу Владимира Высоцкого.

## Случаи спасения и Праведники мира

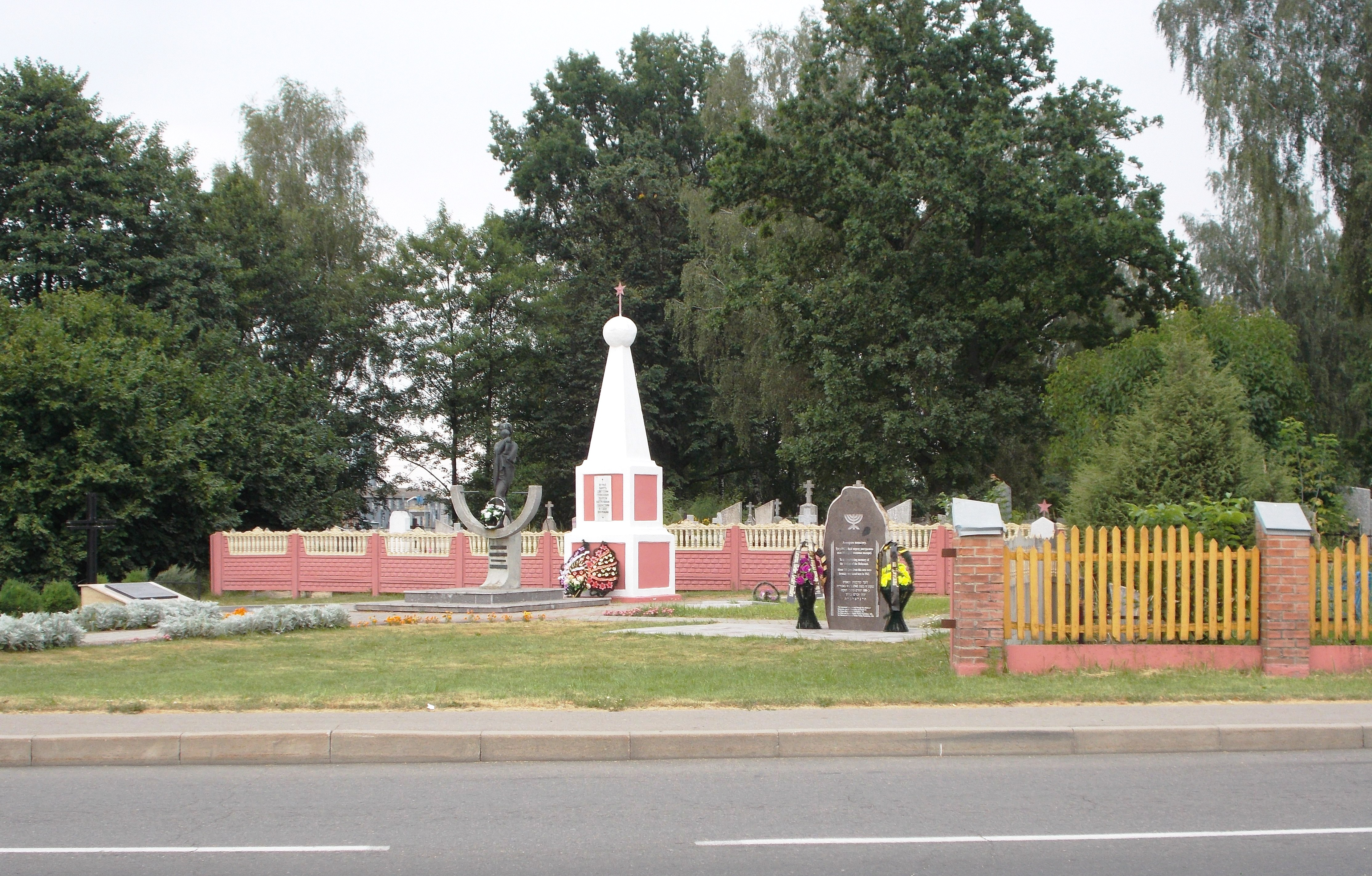
Мемориал на одном из мест убийства узников гетто

Местная жительница полька Флория Будишевская почти 2 года прятала в своем доме двух евреев — 12-летнего Рому Левина и свою подругу Соню Фефер. Уже в 1944 году, накануне освобождения местечка от оккупантов, полицай обнаружил Соню и убил её. Мальчику удалось бежать и он спасся. Флорию после зверских пыток расстреляли за укрывательство евреев. Она была удостоена почетного звания «Праведник народов мира» от израильского мемориального института «Яд Вашем» «в знак глубочайшей признательности за помощь, оказанную еврейскому народу в годы Второй мировой войны».
Семья Гринбергов с момента образования Жабинковского гетто сумела спрятаться в подвале школы. Они договорились с соседкой, что она за плату будет обеспечивать их продуктами. Но, когда у Гринбергов все ценности закончились, соседка стала подсыпать в приносимую еду мышьяк — чтобы избавиться от теперь «бесполезной» и опасной обузы. Жена Гринберга, провизор по профессии, поняла это, и её сын Джек, тогда подросток, дал женщине пощёчину. «Спасительницу» предупредили, что если она их выдаст, то ей тоже придется умереть за помощь евреям. После войны, через много лет, Джек приехал в Жабинку, встретился с той женщиной, и старушка, вспоминая, говорила, что та пощечина «ей до сих пор жжет».

## Память
Всего в Жабинке в годы Катастрофы были убиты около 800 евреев. Им в 1956 году был установлен памятник.